# Харламово (Омская область)
Харла́мово — село в Таврическом районе Омской области. Административный центр Харламовского сельского поселения.
Основано в 1894 году.
Население — 1453 чел. (2010).

## Физико-географическая характеристика
Харламово находится в пределах лесостепной зоны Ишимской равнины, являющейся частью Западно-Сибирской равнины, в 2 км от левого берега реки Иртыш. Высота центра — 88 метров над уровнем моря. В окрестностях села распространены чернозёмы обыкновенные.
По автомобильным дорогам село расположено в 53 км от областного центра города Омск и 13 км от районного центра посёлка Таврическое.
Климат
Климат резко континентальный, со значительными перепадами температур в течение года (согласно классификации климатов Кёппена — влажный континентальный климат (Dfb) с тёплым летом и холодной и продолжительной зимой). Многолетняя норма осадков — 383 мм. Наибольшее количество осадков выпадает в июле — 61 мм, наименьшее в марте — 13 мм. Среднегодовая температура положительная и составляет +1,4 С, средняя температура января −17.4 С, июля +19.7 С.
Часовой пояс
Село Харламово, как и вся Омская область, находится в часовой зоне МСК+3. Смещение применяемого времени относительно UTC составляет +6:00.

## История
Основано в 1894 году как заимка братьев Телегиных, прибывших из центральной России и арендовавших земли у полковника Сибирского казачьего войска Беляева. По фамилии братьев возникшее поселение получило название Телегино.
После революции хозяйство Телегиных было национализировано. В 1919 году на его базе был организован совхоз имени Лобкова. В совхозе имени Лобкова были построены четыре больших саманных дома (барачного типа), в которых размещались контора, столовая, общежитие и несколько квартир для семейных рабочих. Для детей была построена кирпичная школа. Ближе к Иртышу расположились молочная ферма и небольшой кирпичный завод.
В 1937 году совхоз имени Лобкова был присоединен к совхозу № 26, в том же году переименованному в честь министра совхозов тов. Харламова. Были построены новые школа, клуб, столовая, покупалась новая техника, строилось жильё для рабочих. Очевидно, в то же период село, ставшее центральной усадьбой совхоза имени Харламова получило название Харламово.
В году Великой Отечественной войны погибли и пропали без вести около 250 человек. В 1957 году в рамках кампании по укрупнению хозяйств к совхозу «Харламовский» присоединяется колхоза им. 17-го партсъезда (населённые пункты Сибкоммуна, Николаевка, Камышино, Фадино, Бодрово). В 1959 году совхоз им. Харламова был передан в непосредственное подчинение сельхозинституту имени Кирова, хозяйство стало называться учхоз № 2.

## Население
| 1926 | 2002  | 2010  |
| ---- | ----- | ----- |
| 213  | ↗1465 | ↘1453 |